# آقالار ادریس‌اغلو
آقالار ادریس‌اغلو (به لاتین: Ağalar İdrisoğlu، زاده ۱۶ مارس ۱۹۵۰) نویسنده، نمایشنامه‌نویس، کارگردان صحنه و ناشر اهل جمهوری آذربایجان است. 
او در روستای دیگاه از توابع شهرستان ماسال‌لی در جمهوری شوروی سوسیالیستی آذربایجان زاده شد و برنده جوایزی از جمله "قزل درویش"، نشان افتخاری ریاست جمهوری و هنرمند محترم جمهوری آذربایجان بوده است.